# Eiser
Eiser is de naam die in het burgerlijk procesrecht aan een procespartij wordt gegeven, die een civiele procedure begint. Het woord is afgeleid van eis: de eiser wil van de rechter een bepaalde beslissing.
In een civiele procedure is alleen sprake van een eiser bij een dagvaardingsprocedure. In een verzoekschriftprocedure spreek je niet van eiser maar van verzoeker. 
Overigens kan ook de tegenpartij van de eiser, de gedaagde zelf een eis instellen. Dit wordt dan een eis in reconventie genoemd. De oorspronkelijke gedaagde wordt dan aangeduid als gedaagde in conventie tevens eiser in reconventie.
De partij die hoger beroep instelt wordt (in Nederland) de appellant genoemd en is feitelijk de eiser in hoger beroep. Deze kan de eiser of de gedaagde in de oorspronkelijke zaak zijn.
Iemand kan een rechtszaak aanspannen als hij/zij een conflict heeft met een andere particulier of organisatie, of omdat hij/zij het niet eens is met een beslissing van een bestuursorgaan (overheidsinstantie) en het bezwaar daartegen is afgewezen.